# Lucius Opimius
Lucius Opimius var en romersk ämbetsman.
Lucius Opimius blev konsul 121 f.Kr. och ledde motståndet mot Gaius Gracchus radikala politik. En tid därefter anklagades Lucius Opimius för bestickning och landsförvisades.
Lucius Opimius lät uppföra Basilica Opimia.